# Visions (album, Stratovarius)
Visions je album finské power metalové skupiny Stratovarius. Často je označováno jako jejich nejlepší album, spolu se skladbami "Black Diamond", "Kiss of Judas", "Forever Free" a "Before the Winter".

## Seznam skladeb
1. "The Kiss of Judas" – 5:49
2. "Black Diamond" – 5:39
3. "Forever Free" – 6:00
4. "Before the Winter" – 6:07
5. "Legions" – 5:43
6. "The Abyss of Your Eyes" – 5:38
7. "Holy Light" – 5:45
8. "Paradise" – 4:27
9. "Coming Home" – 5:36
10. "Visions (Southern Cross)" – 10:15
11. "Black Diamond (Demo)" – (bonusová skladba v Japonsku)
12. "Uncertainty (Live)" – (bonusová skladba v Japonsku)

## Obsazení
- Timo Kotipelto – zpěv
- Timo Tolkki – kytara
- Jari Kainulainen – basová kytara
- Jens Johansson – klávesy
- Jörg Michael – bicí